# Batista Tagme Na Waie
Batista Tagme Na Waie (Catió, 1949 – Bissau, 1 de março de 2009) foi um major-general do exército da Guiné-Bissau, até ao seu assassínio em 2009.

## Biografia
Na Waie nasceu em Catió. Participante na junta que derrubou João Bernardo Vieira nos anos 90 e um veterano da guerra pela independência da Guiné-Bissau, Na Waie era membro do grupo étnico balanta. Foi designado major general do exército como resultado do assassinato em Outubro de 2004 do seu antecessor, Veríssimo Correia Seabra; a IRIN descreveu-o como "uma figura de consenso colocada pelo poder militar que o governo se viu obrigado a aceitar".
Um "rival amargo" de Vieira, tanto antes da junta (tendo sobrevivido às purgas de Vieira no exército guineense nos anos 80) como após o regresso de Vieira ao poder, Na Waie sobreviveu a uma tentativa de assassinato em Janeiro de 2009, quando uma milícia ligada ao palácio presidencial abriu fogo contra a sua viatura oficial; a milícia negou que se tenha tratado de uma tentativa de assassinato.
No primeiro dia de Março de 2009, Na Waie foi morto numa explosão no quarter-geral do exército guineense. Enquanto que testemunhas afirmaram ter visto uma granada ser lançada, assistentes de Na Waie afirmaram que uma bomba foi detonada debaixo de uma escadaria no gabinete de Na Waie.
Nas primeiras horas do dia seguinte, Vieira foi morto, aparentemente por tropas leais a Na Waie. Representantes militares negaram a ideia de que a morte de Vieira se tenha tratado de uma retaliação. O porta-voz do exército Zamora Induta afirmou, contudo, que Vieira tinha estado envolvido no assassinato de Na Waie. Um oficial do exército disse a 5 de Março que Na Waie tinha encontrado um pacote de cocaína pesando 200 quilos num hangar do exército uma semana antes de ser assassinado. O seu funeral decorreu no Clube Militar de Bissau a 8 do mesmo mês. A 26 de Março, foi noticiado que três importantes oficiais — os coronéis Arsene Balde e Abdoulaye Ba e o brigadeiro general Melcias Fernandes — tinham sido presos nos dias anteriores, facto relacionado com o seu envolvimento na morte de Na Waie.